# Clase Dokdo
La clase Dokdo (anteriormente llamados LPX) son naves de asalto anfibio (Landing Platform Helicopter, según la lista de códigos de matriculación de la US Navy), de la Armada de Corea del Sur, diseñados para desplegar fuerzas de tierra en las costas enemigas. A bordo de estos barcos hay un escuadrón de 15 helicópteros y lanchas de desembarco (hasta 2 aerodeslizadores LCAC o RSA-II) que tienen la misión de transportar tropas y equipos.
Diseñado por Hanjin Heavy Industries, con unas especificaciones para un buque de desembarco anfibio que mejoraran las capacidades de Corea del Sur a este respecto, tanto en términos de asalto como en el de operaciones militares no bélicas.
La clase Dokdo es uno de los modelos de navío que es usado en el aterrizaje de helicópteros y otra clase de aeronaves más grandes en Asia, con una velocidad punta de las más altas en el mundo en este tipo de buques.

### Buques similares
- Clase Hyuga
- Clase Ocean